# Kỷ Mão
Kỷ Mão (chữ Hán: 己卯) là kết hợp thứ 16 trong hệ thống đánh số Can Chi của người Á Đông. Nó được kết hợp từ thiên can Kỷ (Thổ âm) và địa chi Mão (thỏ/mèo). Trong chu kỳ của lịch Trung Quốc, nó xuất hiện trước Canh Thìn và sau Mậu Dần.

## Các năm Kỷ Mão
Giữa năm 1700 và 2200, những năm sau đây là năm Kỷ Mão (lưu ý ngày được đưa ra được tính theo lịch Việt Nam, chưa được sử dụng trước năm 1967):
- 1759
- 1819
- 1879
- 1939 (19 tháng 2, 1939 – 7 tháng 2, 1940)
- 1999 (16 tháng 2, 1999 – 4 tháng 2, 2000)
- 2059 (12 tháng 2, 2059 – 1 tháng 2, 2060)
- 2119
- 2179

## Sự kiện năm Kỷ Mão
Ngày 1-1-1999, đồng tiền Euro đã chính thức được dùng trong thanh toán điện tử trên lãnh thổ 11 nước châu Âu. 13 đảng cánh tả ở châu Âu mở diễn đàn ở Paris (15-1); Hội nghị "toàn cầu hoá và vấn đề phát triển" họp ở Cuba (18-1); Diễn đàn Kinh tế thế giới tiếp tục họp ở Davos, Thụy Sĩ (21-1); Hội nghị toàn cầu hoá về khoa học cho thế kỷ 21 họp ở Hungary (26-6); Hội nghị cao cấp Mỹ Latinh - Caribê và EU lần đầu tổ chức ở Brasil (29-6); tiếp xúc lần đầu giữa 10 nước ASEAN và ba nước Đông Á: Trung Quốc, Hàn Quốc và Nhật được tiến hành tại Philippines (28-11)... Hai đảo quốc Thái Bình Dương Kiribati và Nauru trở thành những thành viên cuối cùng của Liên Hợp Quốc trong thế kỷ 20, nâng tổng số lên 187 quốc gia. Năm 1999 được thế giới bầu chọn là "năm người cao tuổi", năm 2000 sẽ là năm "văn hoá hoà bình" và năm 2001 sẽ là " năm đối thoại giữa các nền văm minh".
Trong xu thế đó nhiều mối quan hệ quốc tế cũng trở nên ổn định: Nguyên thủ Việt Nam và Trung Quốc ra tuyên bố chung xác lập quan hệ 16 chữ vàng: "láng giềng và hữu nghị, hợp tác toàn diện, ổn định lâu dài, hướng tới tương lai" (27-2). Campuchia được chính thức kết nạp vào ASEAN (30-4). Sau bảy năm đàm phán, đường biên giới chung dài 4.700km đã được hai cường quốc Nga và Trung Quốc phân định (4-1999).
Sau thoả thuận giữa Indonesia và Bồ Đào Nha ký kết tại New York (5-5), Quốc hội Indonesia chấp nhận nền độc lập của Đông Timor (20-10) và một chính quyền quá độ do Liên Hợp Quốc điều hành được thiết lập (25-10).
Tại Nga, sau nhiều thay đổi người đứng đầu nội các, Tổng thống B.Yeltsin đã bất ngờ tuyên bố từ chức (31-12) và trao quyền cho thủ tướng Putin, 47 tuổi.
Tại Trung Đông, Israel và Palestine đã đạt được một thoả thuận quan trọng về lộ trình và thời gian rút quân (25-8). Cuộc nội chiến ở quốc gia châu Phi Sierra Leone cũng chấm dứt bằng một hiệp định đình chiến (7-7).
Bên cạnh xu thế hoà hoãn và ổn định, xung đột vẫn bùng nổ ở một số khu vực như đảo chính ở Pakitxtan, lật đổ thủ tướng dân sự, tổng tham mưu trưởng P.Musarab lên cầm quyền (12-10).
Mỹ và NATO tiến công liên bang Nam Tư (24-3) nhằm gây sức ép buộc Serbia phải trao Kosovo cho cộng đồng gốc Albania. Nam Tư đã chống trả quyết liệt, cắt đứt ngoại giao với Mỹ, Anh, Pháp và một số nước tham chiến khác. Cuộc tiến công chấm dứt sau 79 ngày (9-6), buộc Chính phủ Nam Tư phải chấp nhận để lực lượng KFOR của Liên Hợp Quốc tiến vào Kosovo (12-6), trên thực tế đã tạo ra một "Trung Đông" mới ở khu vực Balkan.
Một số sự kiện trong năm: sau 13 tháng điều tra tốn khoảng 50 triệu USD, Tổng thống Mỹ B.Clinton đã trắng án trong vụ bê bối tình ái với cô thư ký Monica Lewinsky (12-2). Bầu cử ở Algérie (15-4) đã đưa ông B.Flica làm tổng thống với lời cam kết sẽ đàm phán với Mặt trận Hồi giáo để chấm dứt nội chiến đã kéo dài bảy năm.
Sau gần nửa thế kỷ, thi hài người đầu tiên chinh phục đỉnh Everest (1953) đã được tìm thấy dưới những lớp băng (1-5). Bà M.Moscoso là Tổng thống nữ đầu tiên của Panama(2-5). Sau bệnh bò điên, vụ phát hiện gà nhiễm dioxin đã làm thị trường thực phẩm Tây Âu lo lăng và phải chi hàng chục triệu USD để tiêu huỷ (2-6). Tiếp đó là sự cố hạt nhân tại nhà máy chế biến Uranium cách thủ đô Nhật 125 km làm nhiềm người bị nhiễm xạ (30-9).
Thượng nghị viện Mỹ bác bỏ hiệp ước CTBT về cấm thử vũ khí hạt nhân toàn diện (13-10), khiến mục tiêu chấm dứt loại vũ khí huỷ diệt này trong thế kỷ 20 bị bỏ ngỏ. Úc tổ chức trưng cầu dân ý, vẫn chấp nhận chế độ quân chủ (6-11). Sau gần bốn thập kỷ Mỹ cấm vận Cuba, Đại hội đồng Liên Hợp Quốc đã thông qua một nghị quyết lên án và đòi chấm dứt chính sách bị coi là vi phạm các nguyên tắc cơ bản của luật pháp quốc tế (9-11). Lần đầu tiên Trung Quốc phóng tàu vũ trụ Thần Châu, trở thành cường quốc không gian thứ ba sau Mỹ và Nga với 300 vệ tinh đã được phóng lên quỹ đạo. Sự phản đối dữ dội của dư luận đối với hội nghị Thương mại thế giới tổ chức ở Seattle, Mỹ (31-11) cho thấy quá trình toàn cầu hoá sẽ không dễ dàng. Cuối năm 1999, bão lụt tàn phá nhiều khu vực ở châu Á, riêng Ấn Độ 20.000 người chết và mất tích, còn các tỉnh miền trung Việt Nam có gần 600 người thiệt mạng.
Cùng với chuyến đi thăm Trung Quốc (2-2) và Campuchia (9-6) của Tổng bí thư Lê Khả Phiêu, Chủ tịch Trần Đức Lương thăm Lào (21-6). Nhân kỷ niệm ngày sinh Chủ tịch Hồ Chí Minh, cuộc vận động xây dựng và chỉnh đốn Đảng chính thức được phát động (19-5). Hội nghị cấp cao ASEAN ra tuyên bố về Chương trình hành động Hà Nội. Tổng điều tra dân số và nhà ở vào thời điểm 1-4-1999 cho thấy dân số nước ta có 76.327.919 người. Liên Hợp Quốc trao tặng giải thưởng dân số cho Việt Nam. Kể từ 2-10, thực hiện chế độ mỗi tuần làm việc 40 giờ. Học vị phó tiến sĩ được chuyển đổi thành tiến sĩ. Báo Nhân dân điện tử chính thức hoạt động (11-3). Pháp lệnh Du lịch và Luật doanh nghiệp được Quốc hội thông qua. Công ty chứng khoán đầu tiên hoạt động. Khánh thành bảo tàng Hồ Chí Minh (14-4). Mộ Tổng bí thư Trần Phú được cải táng về quê hương Hà Tĩnh (12-1). Vụ án Epco - Minh Phụng được xét xử với sáu án tử hình.
Sau vịnh Hạ Long và Huế, di tích Mỹ Sơn và đô thị cổ Hội An được UNESCO công nhận là di sản văn hoá thế giới. Hà Nội là thành phố duy nhất ở châu Á được công nhận là "thành phố vì hoà bình".
Mặc dù còn nhiều ý kiến khác nhau về thời điểm kết thúc thế kỷ 20, nhưng Việt Nam và nhiều nước trên thế giới vẫn tổ chức trọng thể giao thừa 1999-2000.